# Beverwijck
Ne doit pas être confondu avec Beverwijk.

Beverwijck était un village de Nouvelle-Néerlande situé au pied des remparts du Fort Orange, sur les rives du fleuve Hudson, à même les terres de Rensselaerswijck, domaine privé de Kiliaen van Rensselaer dans la banlieue sud-est de l'actuelle ville d'Albany.
Il fut constitué légalement au début des années 1650 de façon expéditive par Pieter Stuyvesant, alors directeur-général de la colonie au nom de la Compagnie néerlandaise des Indes occidentales, afin d'affirmer la souveraineté de la Compagnie sur les terres bordant le fort construit en 1624. Cette querelle dégénéra rapidement à une confrontations publique entre le représentant de la Compagnie et le lieutenant du fief, Brant van Slichtenhorst, représentant de la famille propriétaire van Rensselaer.
Après la conquête anglaise des Nouveaux Pays-Bas en 1664, le village fut rebaptisé Albany et le Fort Orange en Fort Albany. La bourgade prit un nouveau nom l'espace d'une année (1673-1674), Willemstadt, lorsque les amiraux hollandais et zélandais Jacob Binckes et Cornelis Evertsen le Jeunet reprirent momentanément la colonie à la couronne anglaise durant la Troisième guerre anglo-néerlandaise.